# Tanaotrichia curvata
Tanaotrichia curvata là một loài bướm đêm trong họ Geometridae.